# Neal Shaara (personaje)
Neal Shaara, también conocido como Ave de Trueno, es un superhéroe que aparece en los cómics estadounidenses publicados por Marvel Comics. El personaje fue representado brevemente como miembro de los X-Men. Creado por el escritor Chris Claremont y el artista Leinil Francis Yu, apareció por primera vez en X-Men (vol. 2) #100 (mayo de 2000). Es el primer miembro indio de los X-Men.
Un pirocinético indio, no tiene conexión con los personajes anteriores de X-Men llamados Ave de Trueno. Es vegano y originalmente se pretendía llamarlo Agni, en honor al dios hindú del fuego.

## Biografía ficticia

### Origen
Neal Shaara proviene de una familia acomodada en Calcuta, donde su padre es el jefe de policía de la ciudad. Su familia también era propietaria de una gran finca de té, donde vivían todos.
El era popular entre las chicas por su buena apariencia. Cuando su hermano periodista Sanjit desaparece, Neal decide investigar, en contra de los deseos de sus padres. Neal es seguido por la mejor detective de su padre, Karima Shapandar, y después de que Karima lo salva de un grupo de matones, los dos comienzan una relación romántica mientras buscan al hermano desaparecido de Neal.

### Karima se convirtió en Centinela Prime
Ellos finalmente son capturados por el villano Bastion, quien planea convertirlos en Centinelas Prime como lo hizo con Sanjit. Sin embargo, el impacto de la transformación hace que se manifiesten sus poderes mutantes latentes, el poder de generar y controlar el plasma y el calor solar.
Sanjit puede desactivar a los otros Centinelas, pero resulta gravemente herido en el intento. Karima, quien puede rebelarse temporalmente contra su programación, le dice a Neal que la deje, ya que comienza su propio proceso de transformación, lo que resultará en que ella lo mate cuando se complete la transformación.

### Unirse a los X-Men
Neal ahora estaba perdido, solo y con extraños poderes que ni comprende ni desea. Neal va a ver a la amiga de la familia Moira MacTaggert en la isla Muir y conoce a los X-Men, aunque no lo sabe cuándo los conoce por primera vez. Más tarde, los X-Men se revelaron cuando usaron sus poderes para detener a Cable cuando su virus tecno-orgánico se sale de control. Al principio, Neal está asustado, pero finalmente lo convencen de unirse al equipo. Elige el nombre en clave Ave de Trueno, convirtiéndose en el tercer portador de ese nombre después de los hermanos Proudstar.Más tarde adoptó un uniforme amarillo y rojo más blindado con acolchado de malla de alambre.

### Psylocke
Mientras está con los X-Men, Ave de Trueno lucha contra su miedo a matar o herir a alguien con su plasma. Además, él también se enamora de la X-Man Psylocke, a pesar de que ella está en una relación con Arcángel. Ave de Trueno y Psylocke a menudo tienen un comportamiento coquetofrente a Arcángel, quien hace sentir su disgusto a Ave de Trueno.La pareja finalmente se separa y Psylocke busca una relación romántica con Ave de Trueno.
Ave de Trueno se hace amigo de Coloso, quien, como él, también ha perdido a su hermano.El también le presenta el juego de cricket. Durante una de sus conversaciones, dice que aunque está feliz con Psylocke, aún conserva sus sentimientos por Karima, quien es Centinela Prime.
La falta de control de Ave de Trueno sobre sus poderes a menudo causaba problemas durante el combate. Se abstiene de usarlos con sus oponentes por temor a matarlos. Arcángel se burla de él y cuestiona su lugar en los X-Men.

### X-Treme X-Men
Al poco tiempo, Ave de Trueno y otros cinco X-Men formaron un grupo disidente de X-Men denominado X-Treme X-Men, cortando todos los lazos con el resto del equipo mientras buscaban los Diarios de Destiny.El entrena con Psylocke para obtener un mejor control de sus poderes y aprende a usar solo una pequeña cantidad de plasma para cegar o chamuscar a sus oponentes. Psylocke muere a manos de Vargas, dejando atrás a un Ave de Trueno desconsolado.
Durante un tiempo se le ve trabajando con el X-Man del futuro, Lucas Bishop, otro mutante con poderes relacionados con la energía, en un intento de superar sus miedos y obtener un mayor control sobre sus poderes.Llega a pensar en Bishop como su mentor. Después de la muerte de Psylocke, comienza a cuestionar el propósito de su vida. Bishop le dice que si bien ninguno de los X-Men se menciona en los libros de historia de su época, Neal sí, una revelación que motiva enormemente a Neal.
Durante este tiempo, él también visitó las ruinas de la isla de Genosha, destruida en un ataque sorpresa de Centinela.

### Relación con Lifeguard
Algún tiempo después, Neal inició una relación con Heather Cameron, quien también era conocida como Lifeguard.Ella y su hermano Davis (que se convertiría en Slipstream) se unieron al grupo derivado de los X-Men. Después de la invasión interdimensional en Madripoor por parte del villano Khan, Ave de Trueno y Lifeguard partieron en busca de su hermano Slipstream, quien abandonó el equipo.

### Corporación-X
Neal y Heather serían vistos más tarde como miembros de la Corporación-X en Singapur, aunque Slipstream no aparecía por ningún lado.Sin embargo, esto duró poco ya que hubo un ataque sincronizado en varias de las oficinas de la Corporación-X después de los eventos catastróficos del Día M, lo que llevó a Cíclope a pedir la disolución de todas las oficinas.Aún no se sabe si abortaron la búsqueda de Slipstream o si lo encontraron.

### Estado actual
En la historia de "Diezmación", se ve en los archivos 198 que él es uno de los pocos mutantes que conserva sus poderes después de los eventos del Día M. Durante la batalla de X-Men contra X-Man, también conocido como Nate Grey, Jean Grey pidió ayuda a todos los X-Men actuales y anteriores para que ayudaran en la pelea. Neal Shaara fue uno de los que se sumó a la pelea final. Aunque la mayoría de los que estaban al final de la pelea aparecieron en el crossover de Age of X-Man, Neal no fue visto.
Más tarde aparece en la fase Reino de X del reinicio de X-Men, siendo entrevistado por Monet y Angel para un puesto en la junta directiva de X-Corp.

## Poderes y habilidades
Ave de Trueno tiene la capacidad de transformar las moléculas de su cuerpo en plasma solar, lo que le permite convertir partes de sí mismo en hornos de energía termodinámica que liberan radiación luminiscente, exhibiciones pirotécnicas, haces de plasma concentrados, cargas de plasma con formas que pueden desviar materia sólida o desplazar volúmenes de aire al impactar para una liberación sin calor de la fuerza de conmoción, y empuje explosivo de sus piernas para volar o proyectar explosiones enfocadas, destellos o esferas explosivas. Debido a que el plasma es un estado de materia ionizado y sobrecalentado, puede derretir o destruir la mayoría de los objetos, con la excepción del adamantium. Ave de Trueno también puede usar su poder para generar suficiente empuje propulsor para volar a velocidades supersónicas. En sus apariciones iniciales, Ave de Trueno es relativamente inexperto en el uso de sus poderes, pero recibe más entrenamiento de Psylocke y Bishop.
Durante el tiempo que estuvo bajo la tutela de Bishop, logró un mayor control sobre sus poderes, aprendiendo a usar sus explosiones solo contra objetivos individuales. También puede utilizar sólo una pequeña cantidad para crear un destello cegador.